# Ziggy Modeliste
Ziggy Modeliste (* 28. prosince 1948 New Orleans) je americký bubeník. V roce 1965 spoluzaložil skupinu The Meters, která se rozpadla o dvanáct let později. Později byla obnovena, ale Modeliste se již jejích dalších aktivit neúčastnil. S některými členy však pod různými názvy opět vystupoval. V roce 1979 vystupoval se skupinou The New Barbarians, kterou vedl kytarista Ronnie Wood. V roce 2000 vydal své první sólové album nazvané Zigaboo.com. Později uskutečnil ještě několik sólových projektů.